# Lena Philipsson
Lena Philipsson (født 19. januar 1966 i Vetlanda, Sverige), er en svensk sangerinde. Hun repræsenterede Sverige i Eurovision Song Contest 2004 med "Det gör ont".

## Diskografi
- Kärleken är evig (1986)
- Dansa i neon (1987)
- Boy (1987)
- Talking in Your Sleep (1988)
- Hitlåtar med Lena Philipsson 1985 - 1987 (1988)
- My Name (1989)
- A Woman's Gotta Do What a Woman's Gotta Do (1991)
- Fantasy (1993)
- Lena Philipsson (1995)
- Bästa vänner (1997)
- Hennes bästa (1998)
- Lena Philipsson Collection 1984, 2001 (2001)
- 100% Lena (2002)
- Det gör ont en stund på natten men inget på dan (2004)
- Jag ångrar ingenting (2005)
- Lena 20 år (2007)